# Lynx lynx wrangeli
El lince siberiano (Lynx lynx wrangeli), también conocido como lince de Siberia Oriental, es una subespecie de lince euroasiático que vive en el Lejano Oriente ruso. Vive en la cordillera de Stanovoy y al este del río Yenisei. Se registraron 5890 individuos maduros en el Lejano Oriente ruso en 2013. Las presas incluyen el corzo siberiano.